# آروما (ژورا)
آروما (به فرانسوی: Aromas) یک کمون در فرانسه است که در ژورا واقع شده‌است. آروما ۲۵٫۸۰ کیلومتر مربع مساحت دارد.